# Sous le dôme
Sous le dôme - enquête sur le brouillard chinois (en chinois  穹顶之下, en pinyin qióngdǐng zhī xià) est un documentaire chinois sur la pollution atmosphérique des grandes agglomérations chinoises, réalisé par Chai Jing, ancienne présentatrice vedette de CCTV, la télévision d'État chinoise. Diffusé le samedi 28 février 2015 sur Internet, il a connu un succès fulgurant, étant vu plus de 155 millions de fois, avant que les autorités chinoises ne le fassent retirer des principaux sites chinois et en bloquent l'accès depuis des sites étrangers. 